# ريان كوزينز
ريان كوزينز هو لاعب اللاكروس كندي، ولد في 1 أبريل 1981 في تورونتو في كندا.